# Експлуатація праці
Експлуатація — привласнення результатів праці іншої людини без обміну або з наданням взамін товарів (послуг, грошей), вартість яких менше, ніж вартість, створена працею цієї людини за робочий час .
У марксизмі на основі трудової теорії вартості робиться висновок про наявність експлуатації не тільки в умовах очевидної залежності працівників (рабство, кріпацтво, підпорядкованість феодалу), але і економічної експлуатації праці найманих робітників навіть при повністю рівноправних і добровільних діях усіх боків (без насильства чи іншого примусу). Більшість інших економічних теорій вважають, що експлуатації не існує, або вона носить виключно позаекономічний характер (заснована на насильстві, обмані, залежності, примусі та т. п.).
Згідно марксизму, матеріальною передумовою для експлуатації є такий рівень розвитку продуктивних сил, при якому людина може виробляти продукт не тільки для покриття своїх мінімальних потреб (необхідний продукт), а й деякий надлишок (додатковий продукт), який і присвоюється власниками засобів виробництва, які організовують працю найнятого або примушуємо до праці людини.

## Експлуатація в докапіталістичному суспільстві
При рабстві рабовласник є власником раба і всіх результатів його праці. Це найбільш явна форма експлуатації, заснована на застосуванні фізичного насильства і юридичної залежності раба, переважає позаекономічний примус.
При феодалізмі основу експлуатації становить приватна власність на землю. При цьому селянин часто був особисто вільний і мав певні юридичні права, але не міг уникнути експлуатації в силу відсутності економічних умов для ведення самостійного господарства (відсутність можливості отримання землі для обробки). Особливістю територій Російської імперії був тривалий період кріпосного права, при якому селяни мали дуже обмежені права. Власник землі (феодал, сеньйор, поміщик) надавав селянам можливість користування ділянками в обмін на роботу в свою користь (панщина) і / або за плату (оброк, рента). При цьому робоча сила не мала товарний характер, так як селянин не домовлявся про розмір своєї заробітної плати, він домовлявся про винагороду феодалу.

## Експлуатація при капіталізмі
При капіталізмі працівник добровільно укладає трудовий договір з роботодавцем . Він у будь-який час може розірвати цей договір і укласти договір з іншим роботодавцем. Обидві сторони виступають рівноправними учасниками угоди. Не спостерігається зовнішнього примусу до праці або безкоштовного вилучення результатів праці. Ряд економічних течій (наприклад, австрійська школа, чиказька школа) на підставі рівності сторін угоди вважають, що кожна зі сторін отримує свою частку в зробленому результаті (продукт, послугу) і ця частка обумовлена співвідношенням рівнів граничної продуктивності відповідного фактора. У формі заробітної плати працівник отримує повну оплату наданого ресурсу (праці), а розмір оплати залежить від граничної продуктивності цього ресурсу. Точно так же власник капіталу отримує оплату, сформовану граничної продуктивністю його капіталу. Таким чином, відповідно до цих економічних течій, при капіталізмі експлуатації не існує. Хоча Кембриджський суперечка про капітал в другій половині XX століття і показав, що на макрорівні прибутковість капіталу не підкоряється концепції граничної продуктивності, але іншого пояснення даними економічними школами запропоновано не було і подібні погляди продовжують домінувати в підручниках з економіки.

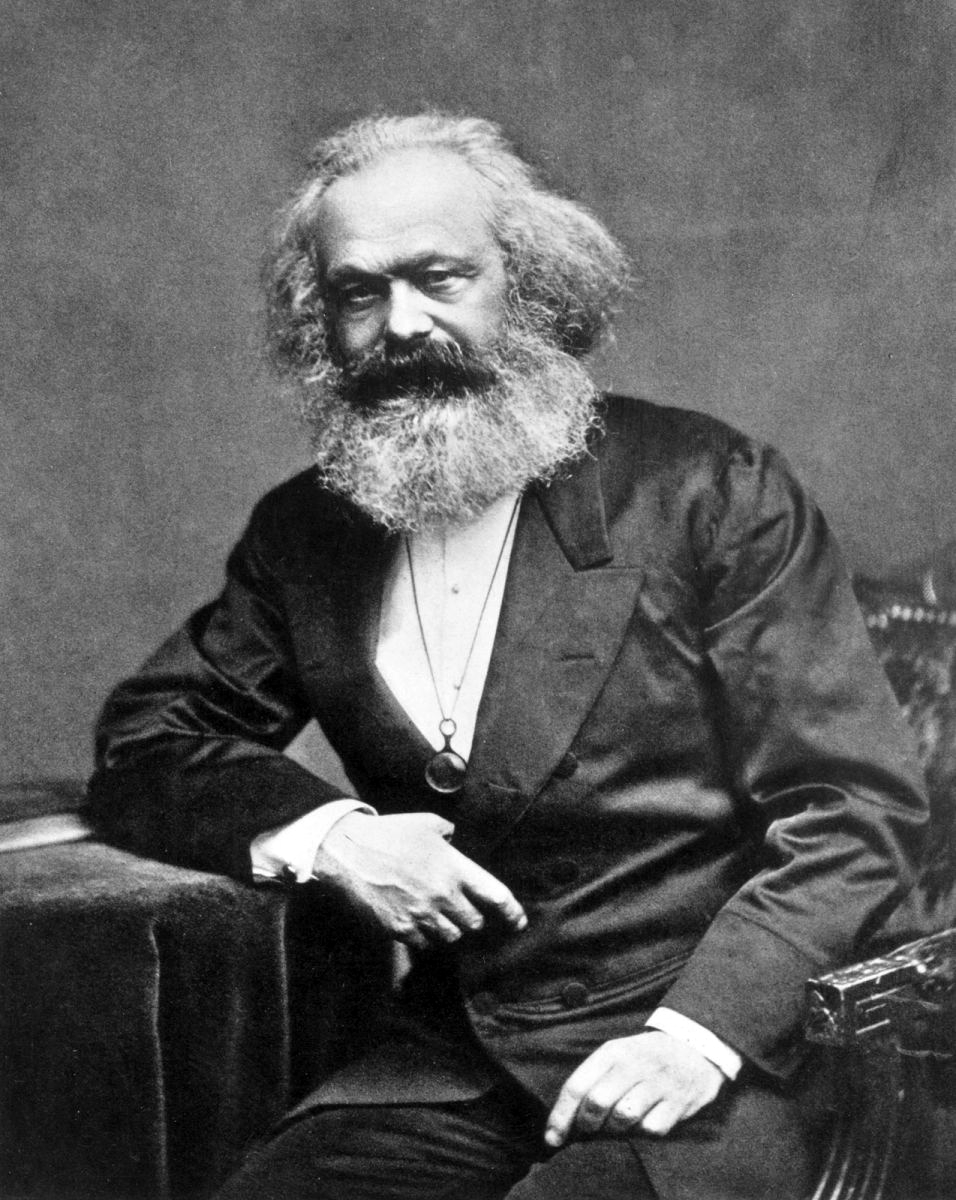
Карл Маркс

Згідно марксистської теорії, капіталіст повністю оплачує працівникам вартість їх робочої сили в формі заробітної плати. Але в процесі праці наймані робітники створюють нову вартість, яка зазвичай більше вартості, витраченої капіталістом на оплату їх праці. Маркс назвав цю різницю " додатковою вартістю ". Капіталіст як власник засобів виробництва привласнює собі весь результат (вироблений продукт) і отримує його повну вартість, яка включає і додаткову вартість. В кінцевому підсумку працівник отримує вартість, еквівалентну вартості товару «робоча сила», а капіталіст — додаткову вартість, яка залишається у нього після вирахування всіх витрат (на сировину, обладнання, матеріали, найм працівників). Саме привласнення додаткової вартості Маркс вважав формою експлуатації працівників.
Потрібно враховувати, що додаткова вартість є основою не тільки прибутку, але і всіх видів податків, акцизів, мит, ренти, банківських відсотків . Тому, на думку марксистів, експлуатують працівників не тільки власники підприємств. Опосередковано в цьому беруть участь торговці і посередники, держава, власники землі, банки і їхні вкладники.
Степінь експлуатації Карл Маркс характеризував відношенням розміру додаткової вартості до вартості робочої сили або відношенням часу, протягом якого робітник створює вартість для інших до часу роботи для себе (створення еквівалента своєї зарплати). Чим ця величина більше, тим вище ступінь експлуатації.
Для існування капіталістичної експлуатації необхідні наступні елементи:
1. Засоби виробництва знаходяться в приватній власності ;
2. Робітники не можуть вижити, не продаючи свою робочу силу ;
3. Продуктивність праці займаються самостійною підприємницькою діяльністю, істотно нижчою за ту, яка забезпечується в умовах найму;
4. Репресивний апарат держави захищає право приватної власності.

Марксизм пропонує шлях до повного скасування експлуатації через революційне захоплення робітниками засобів виробництва при певних умовах, а саме, коли в надрах капіталістичного способу виробництва дозріють матеріальні основи нового суспільства. Так само, як і колись в надрах феодалізму зародилися матеріальні основи капіталізму, зародився новий клас капіталістів, здатний реально тримати владу і розвивати суспільство. Таким чином відбувається перехід до соціалізму або комунізму .
Анархо-комунізм прирівнює державну експлуатацію до експлуатації приватної. Анархісти вважають, що одержавлення підприємств не веде до звільнення трудящих — місце класу буржуазії займає клас чиновників, зберігається експлуатація трудящих, відчуження від продукту праці і процесу виробництва. Анархізм пропонує шлях до повного скасування експлуатації через революційне захоплення робітниками засобів виробництва у власність робітничих кооперативів, з подальшим об'єднанням в більші кооперативи. У таких кооперативах весь цикл виробництва знаходиться під робітничим контролем, за допомогою профспілок (анархо-синдикалізм) або рад (анархо-комунізм). Між кооперативами може існувати як прямий товарообмін, так і обмін за допомогою грошової валюти (на початкових стадіях революції).
Немарксистські економічні теорії зазвичай теж негативно ставляться до експлуатації, але вважають її необхідним елементом ринкової економіки, що зменшується разом з її розвитком. Вони вважають, що нова вартість створюється за рівної участі всіх факторів виробництва, а не тільки найманими робітниками. Так, Альфред Маршалл писав: " Капітал взагалі і праця взагалі взаємодіють у виробництві національного дивіденду і отримують з нього свої доходи відповідно в міру своєї (граничної) продуктивності . Їх взаємна залежність дуже тісна; капітал без праці — мертвий; робочий без допомоги свого власного або чийогось іншого капіталу — проживе недовго. Коли праця енергічна, капітал пожинає багаті плоди і швидко зростає; завдяки капіталу і знанням рядовий робітник західного світу харчується, одягається і навіть забезпечений житлом у багатьох відношеннях краще, ніж принци в колишні часи. Співпраця між капіталом і працею настільки ж обов'язкова, як і співпраця між прядильника і ткачем; невеликий пріоритет на стороні прядильника, але це не дає йому ніякої переваги. Процвітання кожного з них тісно пов'язаний з силою і енергією іншого, хоча кожен з них може вигадати собі тимчасово, а то і постійно, за рахунок іншого, трохи більшу частку національного дивіденду ".
Сучасні держави знижують ступінь експлуатації шляхом обмежень свободи діяльності монополій (які через відсутність конкуренції з іншими компаніями здатні встановлювати монопольно низькі ціни на покупку сировини, матеріалів, робочої сили і в той же час завищувати вартість своїх товарів). Податкова система також може сприяти перерозподілу коштів на соціальні цілі.
Крім того, в капіталістичній економіці антагоністичний характер експлуатації може знижуватися за рахунок спрямування власних коштів самими найманими робітниками для покупки цінних паперів підприємств. Працівники стають співвласниками засобів виробництва, купуючи акції підприємств або паї в інвестиційних фондах .

## Самоексплуатація
Іноді зустрічаються твердження про можливість «самоексплуатації» . Як приклад наводять приватних підприємців, фермерів, які самі працюють на себе. При цьому самоексплуатація виникає, якщо їх дохід на одиницю праці виявляється менше, ніж якби вони працювали за наймом — тобто якщо вони непрямим чином продають свою працю дешевше його ринкової вартості.
Згідно з іншою думкою, експлуатація полягає в безкоштовному присвоєння результатів чужої праці, а не свого власного, тобто експлуатувати можна тільки іншої людини, а не самого себе.